# Monumento Nacional aos Mortos da Segunda Guerra Mundial
O Monumento Nacional aos Mortos da Segunda Guerra Mundial, popularmente conhecido como Monumento aos Pracinhas, localiza-se no parque Eduardo Gomes, na cidade do Rio de Janeiro, no Brasil.

## História
Idealizado pelo marechal João Baptista Mascarenhas de Moraes, comandante da Força Expedicionária Brasileira (FEB), para receber os restos mortais dos soldados brasileiros mortos na Itália, foi concebido pelos arquitetos Marcos Konder Netto e Hélio Ribas Marinho, vencedores de um concurso público nacional. O projeto estrutural coube ao engenheiro Joaquim Cardozo.
As obras iniciaram-se a 24 de junho de 1957 e, embora inaugurado oficialmente a 7 de abril do mesmo ano, apenas foram concluídas em 24 de junho de 1959, sendo reinauguradas em 5 de agosto do mesmo ano.
Em 20 de junho de 1960, partiu para a Itália uma comissão presidida pelo marechal Oswaldo Cordeiro de Farias (que integrara a FEB como Comandante da Artilharia Divisionária), com a incumbência de proceder à exumação dos 462  corpos sepultados no cemitério brasileiro na cidade de Pistoia, e prepará-los para o translado para o Brasil. A comissão chegou ao Rio de Janeiro em 15 de dezembro de 1960, trazendo os corpos em caixas individuais de zinco, encerradas em urnas de madeira.
Em solenidade uma semana depois, as urnas foram transportadas para o Monumento e depositadas nos respectivos jazigos no Mausoléu. Uma das urnas de mortos não identificados passou a simbolizar o "Soldado Desconhecido" e foi entregue pelo marechal Mascarenhas de Moraes, ao então presidente da República, Juscelino Kubitschek, que a depositou na base do Pórtico Monumental, onde se encontra até hoje.

## Características
O Monumento foi concebido em três planos, que são:
- A plataforma elevada, que atinge 31 metros de altura, e onde foi empregue, pela primeira vez no país, o concreto aparente;
- O Mausoléu; e
- O Museu, com peças utilizadas pelos combatentes naquele conflito.

O conjunto é integrado por três obras:
- uma escultura em metal, de autoria de Júlio Catelli Filho, homenageando a Força Aérea Brasileira (FAB);
- uma escultura em granito, de autoria de Alfredo Ceschiatti, homenageando os pracinhas das três Armas;
- um painel de azulejos, de autoria de Anísio Medeiros, homenageando os mortos (civis e militares) no mar, datado de 1959.

## Eventos e solenidades
O monumento é palco de diversos eventos e solenidades:
- Troca da Guarda, pelas 10h00 do primeiro domingo dos meses de junho, agosto e outubro; nos demais meses, ocorre na primeira sexta-feira. Nessa oportunidade a Força Armada que durante um mês guardou o monumento, é substituída por outra, num rodízio entre o Exército, a Marinha e a Aeronáutica.
- Homenagem ao Soldado Desconhecido, prestada por instituições e entidades brasileiras e estrangeiras, em datas estabelecidas ou não, e que consiste na colocação de uma coroa de flores junto ao túmulo.
- Dia da Vitória, anualmente, no dia 8 de maio, recordando o dia da vitória dos Aliados na Europa. Na ocasião, personalidades civis e militares são condecoradas com medalha da Vitória, outorgada pelo Ministério da Defesa.
- Homenagem aos mortos das Marinhas de Guerra e Mercante, anualmente, no dia 21 de julho.
- Vigília da Saudade, anualmente, no dia 2 de novembro, em memória dos soldados mortos no cumprimento do dever. Obedece a um programa estabelecido pela Associação Nacional dos Veteranos da Força Expedicionária Brasileira (ANVFEB).